# New Vineyard (Maine)
New Vineyard es un pueblo ubicado en el condado de Franklin en el estado estadounidense de Maine. En el Censo de 2010 tenía una población de 757 habitantes y una densidad poblacional de 8,07 personas por km².

## Geografía
New Vineyard se encuentra ubicado en las coordenadas 44°48′29″N 70°6′35″O / 44.80806, -70.10972. Según la Oficina del Censo de los Estados Unidos, New Vineyard tiene una superficie total de 93.8 km², de la cual 92.56 km² corresponden a tierra firme y (1.33%) 1.24 km² es agua.

## Demografía
Según el censo de 2010, había 757 personas residiendo en New Vineyard. La densidad de población era de 8,07 hab./km². De los 757 habitantes, New Vineyard estaba compuesto por el 96.17% blancos, el 0% eran afroamericanos, el 0.4% eran amerindios, el 0.53% eran asiáticos, el 0% eran isleños del Pacífico, el 0% eran de otras razas y el 2.91% pertenecían a dos o más razas. Del total de la población el 0.66% eran hispanos o latinos de cualquier raza.